# ۳۴۴ (میلادی)
۳۴۴ (میلادی) سیصد و چهل و چهارمین سال تقویم میلادی است.

## درگذشتگان
‎